# Rinn (gmina)
Rinn – gmina w Austrii, w kraju związkowym Tyrol, w powiecie Innsbruck-Land. Według Austriackiego Urzędu Statystycznego liczyła 1763 mieszkańców (1 stycznia 2015).